# Canada Bay, New South Wales
Canada Bay este o suburbie în Sydney, Australia.